# 洛回县
洛回县，中国古县名。
唐朝时，设置，治所在今广西壮族自治区柳江县西北古州南。属归化州。北宋属宜州所领羁縻归化州，庆历四年（1044年）废。 